# Ole Robert Sunde
Ole Robert Sunde, född 11 november 1952 i Kristiansand i Vest-Agder, är en norsk författare och poet. Han debuterade med diktsamlingen Hakk i hæl 1982. År 2007 fick han Gyldendalprisen for sitt samlade författarskap. Han är bland annat berömd för den 400 sidor långa romanen Naturligvis måtte hun ringe från 1992, som är skriven i en enda mening utan en punkt.